# Nisofron Padorlee
Nisofron Padorlee (thailändisch นิซอฟรอน ปะดอลี; * 13. März 2006 in Pattani) ist ein thailändischer Fußballspieler.

## Karriere
Nisofron Padorlee steht seit Sommer 2024 beim Suphanburi FC unter Vertrag. Der Verein aus Suphanburi spielte in der zweiten Liga, der Thai League 2. Sein Zweitligadebüt gab Nisofron Padorlee am 26. April 2025 (34. Spieltag) im Heimspiel gegen den Chonburi FC. Bei der 0:1-Heimniederlage wurde er nach der Halbzeitpause für Saman Mohammadzadeh eingewechselt. Am Ende der Saison 2024/25 musste er mit Suphanburi in die dritte Liga absteigen.